# Anna Zalewska

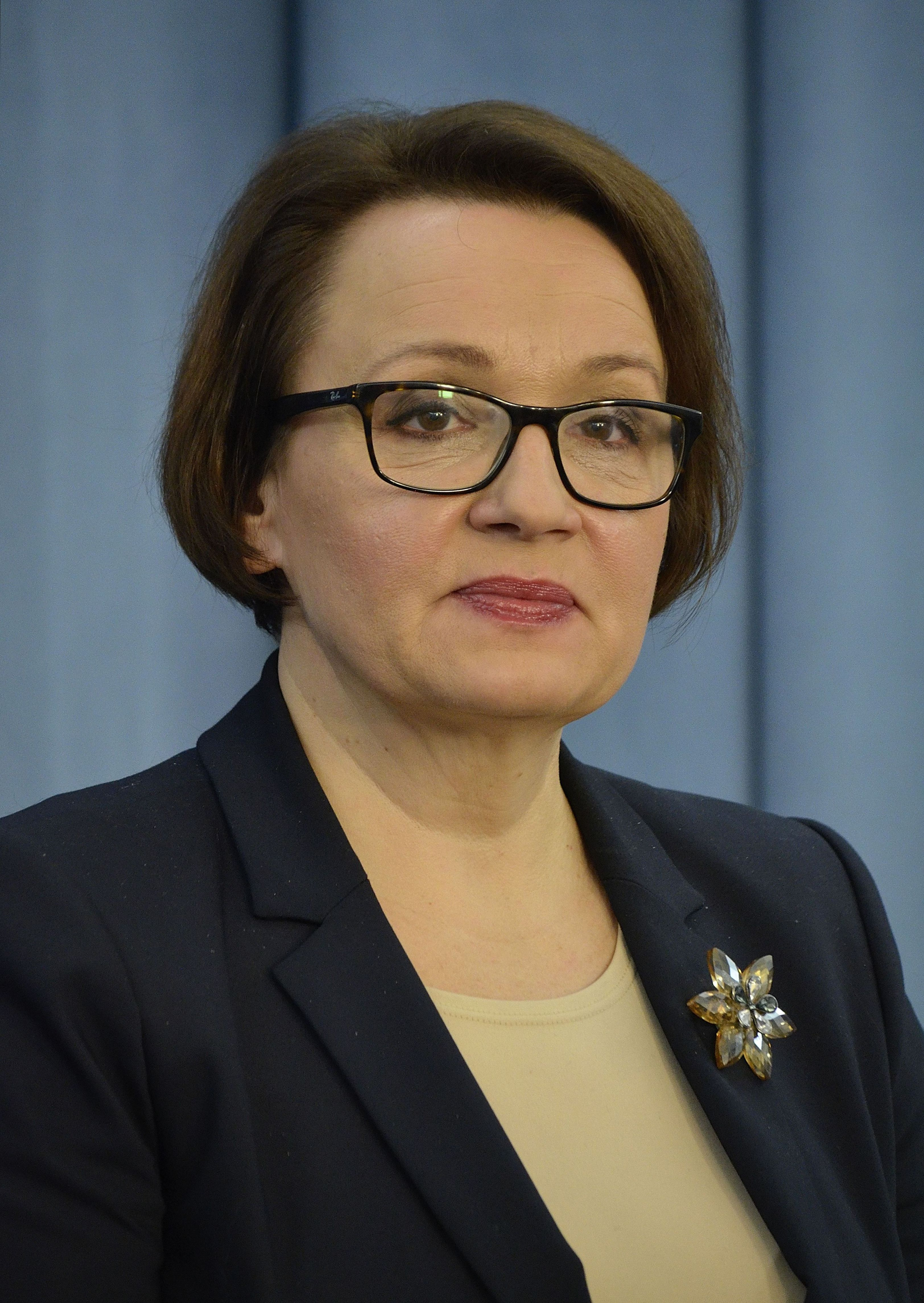
Anna Zalewska

Anna Elżbieta Zalewska (* 6. Juli 1965 in Świebodzice als Anna Gąsior) ist eine polnische Politikerin der Prawo i Sprawiedliwość. Sie gehörte von 2007 bis 2019 dem Sejm in dessen VI., VII. und VIII. Wahlperiode an. Seit 2019 ist sie Mitglied des Europaparlaments. Von 2015 bis 2019 war sie Ministerin für Nationale Bildung.

## Leben und Beruf
Zalewska studierte an der Universität Breslau Polonistik und war zunächst Lehrerin und Vizedirektorin am Lyzeum ihrer Heimatstadt.

## Politik
Ihre politische Karriere begann Zalewska als Mitglied der Freiheitsunion, der sie ab 1997 angehörte. Bei den Selbstverwaltungswahlen 2002 kandidierte sie für das Amt der Bürgermeisterin von Świebodzice, unterlag aber Jan Wysoczański. Sie wurde aber in den Kreistag des Powiat Świdnicki gewählt und wechselte 2003 zur Prawo i Sprawiedliwość (PiS), die 2001 von Lech und Jarosław Kaczyński gegründet worden war. Von 2006 bis 2007 war sie im Powiat Świdnicki stellvertretende Starosta. Ihre erste Kandidatur für den Sejm im Jahre 2005 verlief nicht erfolgreich. Bei den Parlamentswahlen 2007 wurde sie auf der Liste der PiS für den Wahlkreis Wałbrzych in den Sejm gewählt. Bei der Parlamentswahl 2011 erfolgte ihre Wiederwahl im selben Wahlkreis. 2009 und 2014 kandidierte sie erfolglos für das Europäische Parlament. Hingegen errang sie bei der Sejmwahl 2015 erneut ein Abgeordnetenmandat. Anschließend war sie als Nachfolgerin von Joanna Kluzik-Rostkowska von November 2015 bis Juni 2019 in den Kabinetten von Beata Szydło und Mateusz Morawiecki Ministerin für Nationale Bildung. Sie schied aus der Regierung aus, nachdem sie bei der Europawahl 2019 ein Mandat im Europaparlament gewinnen konnte. Auch bei der Europawahl 2024 kandidierte sie erfolgreich für die PiS.